# 室比賣神社
室比賣神社（むろひめじんじゃ）は、徳島県阿南市新野町にある神社である。室姫神社とも称される。

## 境内
境内は岡山城址となっている。

## 歴史
中世にあった岡山城に鎮座。地図や神額等では室姫神社と表記されるが、徳島県神社庁では室比賣神社と記載されている。
当社の祭神は淳仁天皇の御内室「室妃」で、奈良時代の末期に、姫が天皇を慕って小舟で淡路へ向かう途中、当地に漂着し、その後、祀ったとされる。
室比賣神社として祀るようになり、1874年（明治7年）には室姫神社と改称。

## 祭神
- 室比賣命

## 交通
- JR牟岐線新野駅より車で約5分。